# Ōhara
Ōhara est un quartier de l'arrondissement de Sakyō, situé à Kyoto, au Japon.

## Géographie
Ōhara est organisée autour de plusieurs temples du bouddhisme Tendai, dont le Sanzen-in.

## Économie
Ōhara vit de l'agriculture et du tourisme. Une industrie forestière s'y est de plus développée. 

## Histoire
Autrefois un village, Ōhara a été intégré à la ville de Kyoto en 1949.